# 久種湖
久種湖（くしゅこ）は、北海道北部、宗谷総合振興局管内礼文郡礼文町にある淡水湖である。
「湖」と名の付く中では現在日本の施政権が及ぶ範囲において最北端の湖である。モスリート若しくはクシケントが語源とされアイヌ語で「山越えする沼」の意。利尻礼文サロベツ国立公園に含まれ、また環境省により重要湿地のひとつに指定されている。

## 概要
船泊湾内に発達した海岸砂丘の内側、約200m地点にあり、湖の東に114m、西側に171mの低い山があり、南方は湖岸に小規模な湿地帯が広がっている。湖を北流する大備川(オションナイ川)が海に注ぐ地点で砂丘、砂堤に閉ざされて形成された堰止湖とされているが、海跡湖とする資料もある。
冬は結氷する。南側には沼ノ沢と呼ばれる湿地が広がっている。

## 流入・流出河川
- 流入河川 : 大備（オションナイ）川、他1(東側より流れてくる川幅1mくらいの小川)[7][6]
- 流出河川 : 大備川

## 自然

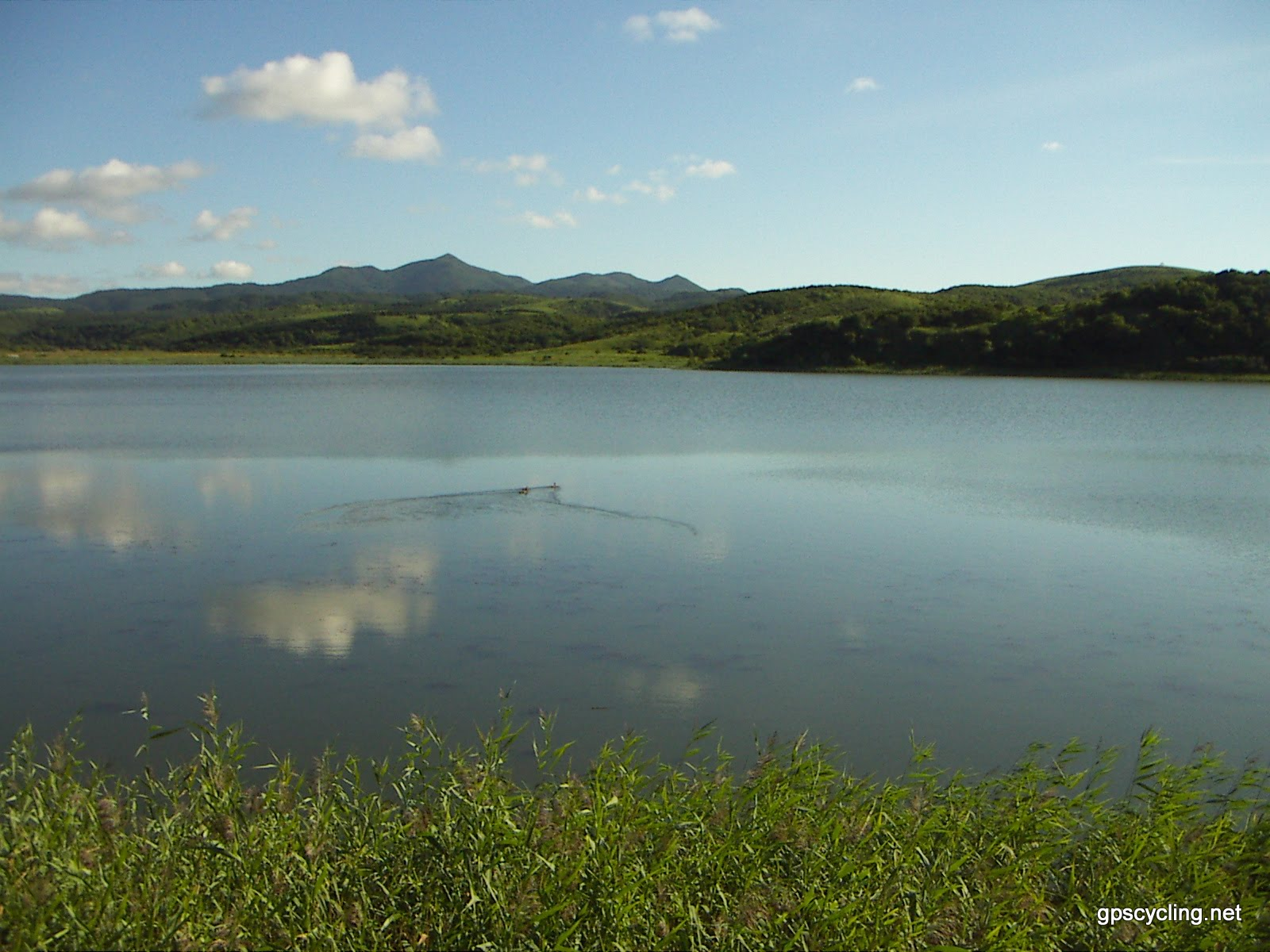
湖面の様子（2005年8月）

ミズバショウ群生地として名高く、明治の中頃船泊尋常小学校の生徒が放養したコイの他、フナ、アメマス、ワカサギ、ウグイ、ヌマガレイ、チチブ、トミヨ、トゲウオ、ドジョウ、ヤツメウナギ、ザリガニ、カラスガイ、タニシなどが生息し、湖の注入川口ではワカサギの養殖もおこなわれている。冬にはハクチョウやマガモ、ヨシガモ、コガモなどがやって来る。5月には大備川をワカサギが遡上してくる。湖岸は83.3％ が自然湖岸であり， 16.7％ が半自然湖岸で若干の人為的改変や護岸化で形成されている。
水質は全リン0.056mg/l、全チッソ0.78mg/lと栄養塩濃度が高く、植物プランクトンの増殖も活発でクロロフィルaは39.4ug/lにも達しておりCODも9.5mg/lと高く湖沼型区分は富栄養湖である。

## 地質
沖積層(砂、礫、粘土)、東岸に新第三紀メシクニ層(礫岩、砂岩、頁岩)、西岸に新第三紀浜中層(硬質頁岩、泥岩、砂岩)。

## 観光
湖に隣接してキャンプ場や展望台があり、湖を一周する遊歩道がある。湖西岸にはチャシ跡が見られる。また湖畔には悲愛伝説がある。かつて湖岸に日本最北端の牧場があったが今では閉鎖している。この牧場は『熱中時代（先生編）』の舞台となった。

## 交通
船泊集落に近い。北海道道507号船泊港利礼公園線、北海道道40号礼文島線などを利用する。香深港からバスで約50分。